# Yet to Come (The Most Beautiful Moment)
Yet to Come (The Most Beautiful Moment) è un singolo del gruppo musicale sudcoreano BTS, pubblicato il 10 giugno 2022 come estratto dalla sesta raccolta Proof.

## Antefatti e pubblicazione
Il singolo, il cui titolo rimanda alla loro trilogia discografica del 2015-2016 The Most Beautiful Moment in Life, è stato annunciato il 6 maggio 2022, con l'uscita fissata al 10 giugno seguente, stessa data dell'album da cui è tratto, Proof.
Il 23 settembre 2022 è uscito un remix rock britannico in collaborazione con Hyundai, inno della campagna Gol del secolo del campionato mondiale di calcio.

## Descrizione
«Sento che abbiamo fatto un ottimo lavoro nell'arrivare dove siamo ora, e penso che la nostra nuova canzone sia una virgola, non un punto nella nostra carriera. Voglio che il suo messaggio per i nostri fan sia che torneremo con una versione più matura di noi stessi.»

— Jimin su Yet to Come, BTS Radio: Past & Present
Yet to Come (The Most Beautiful Moment) è un pezzo alternative hip hop mid-tempo che fa uso dello stile di campionamento "chipmunk soul", con testi sul passato e il futuro dei BTS, che raccontano i sogni che li hanno motivati, e i dubbi e le pressioni derivanti dall'essere definiti "i migliori". Sono inclusi alcuni riferimenti ad altre tracce come Young Forever degli stessi BTS e Touch the Sky di Kanye West. La produzione è "suadente" grazie all'uso di sintetizzatori in sottofondo e beat old school hip hop dei primi anni 2000. Ha un metro comune di 44, un tempo di 86 battiti per minuto, ed è scritta in Re bemolle maggiore, mentre l'estensione vocale dei BTS spazia da La♭4 a Si♭5.
La versione Hyundai sostituisce alcuni dei versi originali in coreano con altri in inglese.

## Esibizioni dal vivo
La prima esibizione è avvenuta lunedì 13 giugno 2022, giorno del loro nono anniversario, durante uno show online girato al Lake Dolores Waterpark in California e trasmesso sul loro canale YouTube Bangtan TV. Sono stati accompagnati nell'esecuzione del pezzo da una band live con Anderson Paak alla batteria. Hanno portato Yet to Come (The Most Beautiful Moment) anche a M Countdown, Music Bank e Inkigayo, ritornando a esibirsi ai programmi musicali sudcoreani per la prima volta dopo On nel 2020.

## Video musicali
Il video musicale è stato caricato su YouTube alle 13 del 10 giugno 2022 (ora coreana), in concomitanza con l'uscita dell'album. Ambientato in un deserto, contiene diversi riferimenti ai loro videoclip precedenti: comincia con Jung Kook che ripete un gesto della mano da The Most Beautiful Moment On Stage: Prologue e i membri seduti su delle sedie nella stessa formazione di Just One Day, inserendo l'automobile nera e il vagone ferroviario blu di Run, la statua dell'angelo di Blood Sweat & Tears, il pianoforte di First Love, il treno e la giostra di Spring Day, la rosa di Fake Love e l'autobus scolastico giallo di No More Dream. Nel finale aperto, i BTS osservano il deserto intorno a loro dai finestrini del bus, con il rumore delle onde del mare e i garriti dei gabbiani in sottofondo, ricollegandosi al verso di Sea (da Love Yourself: Her) "Se siamo insieme, anche il deserto diventa il mare". Il 19 dicembre 2023 ha raggiunto 200 milioni di visualizzazioni.
Il 19 giugno è uscito un videoclip speciale animato avente come protagonisti gli avatar della band dal videogioco BTS Island: In the Seom. Anche la versione Hyundai ha avuto un video musicale, caricato sul canale YouTube ufficiale di Hyundai, in cui la performance dei BTS da un tetto è intervallata da inquadrature di bambini che giocano a calcio e persone che seguono la coppa del mondo.

## Accoglienza
| Recensione | Giudizio |
| ---------- | -------- |
| NME        |          |

Rhian Daly di NME ha dato al singolo 5 stelle su 5, descrivendolo come "un pezzo toccante" "simultaneamente tinto di nostalgia e colmo di ottimismo per il futuro". Per Natalie Morin di Rolling Stone, è "una classica miscela BTS di pop scintillante e old school hip hop che offre la promessa speranzosa di un futuro ancora più brillante", mentre per Neil Z. Yeung di All Music è "una dose luminosa di ottimismo che fonde abilmente lucentezza pop con un beat hip-hop classico e un campionamento melodico". Abbie Aitken di Clash ha scritto che, "sostenuta da un ritmo pop rilassato, Yet to Come richiede che si presti attenzione alle parole dei membri e costringe l'ascoltatore a enfatizzare con la nostalgia che circonda il gruppo e la sua musica". Per Choi Ji-won del Korea Herald, "deviando dalle vivaci canzoni dance degli ultimi apripista della band, Yet to Come si appoggia a una melodia più morbida e toccante, con le note che bussano piacevolmente alle orecchie – simili a quelle di Spring Day e Life Goes On".
Esquire l'ha inserita tra le cinquanta canzoni migliori uscite da gennaio a ottobre 2022, così come Consequence in un'analoga top 50 dei pezzi più belli dell'anno, definendola "un'ode affettuosa al loro passato e uno sguardo speranzoso verso il futuro".

## Tracce
Testi e musiche di Pdogg, RM, Max, Dan Gleyzer, Suga e J-Hope.
Download digitale e streaming
1. Yet to Come (The Most Beautiful Moment) – 3:13

Download digitale e streaming – Hyundai Ver.
1. Yet to Come (Hyundai Ver.) – 3:43

## Formazione
Crediti tratti dalle note di copertina di Proof.
Gruppo
- Jin – voce
- Suga – rap, scrittura, gang vocal
- J-Hope – rap, scrittura, gang vocal
- RM – rap, scrittura, gang vocal
- Jimin – voce
- V – voce
- Jung Kook – voce, controcanto

Produzione
- Dan Gleyzer – scrittura
- Josh Gudwin – missaggio
- Max – scrittura
- Pdogg – produzione, scrittura, tastiera, sintetizzatore, arrangiamento voci e rap, registrazione, editing digitale
- Heidi Wang – assistenza al missaggio

## Successo commerciale
Yet to Come (The Most Beautiful Moment) è stata la prima canzone a debuttare in vetta alla Top 100 di Melon, il servizio musicale più usato in Corea del Sud, dopo la riforma delle regole entrata in vigore nell'agosto 2021. Ha raggiunto la cima un'ora dopo la sua pubblicazione.

## Classifiche

### Classifiche settimanali
| Classifica (2022)     | Posizione massima |
| --------------------- | ----------------- |
| Argentina             | 65                |
| Australia             | 17                |
| Bolivia               | 22                |
| Canada                | 16                |
| Corea del Sud         | 4                 |
| Filippine             | 1                 |
| Francia               | 161               |
| Germania              | 63                |
| Giappone              | 2                 |
| Grecia                | 22                |
| Hong Kong             | 7                 |
| India                 | 1                 |
| Indonesia             | 2                 |
| Italia                | 98                |
| Lituania              | 20                |
| Nuova Zelanda         | 24                |
| Paraguay              | 23                |
| Portogallo            | 40                |
| Regno Unito           | 27                |
| Repubblica Dominicana | 41                |
| Singapore             | 2                 |
| Stati Uniti           | 13                |
| Sudafrica             | 29                |
| Svizzera              | 41                |
| Taiwan                | 3                 |
| Vietnam               | 1                 |

### Classifiche di fine anno
| Classifica (2022) | Posizione |
| ----------------- | --------- |
| Corea del Sud     | 102       |
| Paraguay          | 170       |
| Vietnam           | 54        |

## Riconoscimenti
- Asian Pop Music Award[52]
  - 2022 – Candidatura Canzone straniera dell'anno
- Circle Chart Music Award[53]
  - 2023 – Canzone dell'anno - giugno
- E! People's Choice Awards[54]
  - 2022 – Candidatura Video musicale dell'anno
- Grammy Award[55]
  - 2023 – Candidatura Grammy Award al miglior videoclip
- iHeart Radio Music Awards
  - 2023 – Miglior video musicale[56]
- Japan Gold Disc Award[57]
  - 2023 – Canzone dell'anno per download (Asia)
- MAMA Award[58]
  - 2022 – Candidatura Miglior esecuzione vocale di gruppo
  - 2022 – Candidatura Canzone dell'anno
- MTV Video Music Awards
  - 2022 – Candidatura Miglior video K-pop[59]

### Premi dei programmi musicali
- Inkigayo
  - 19 giugno 2022[60]
  - 26 giugno 2022[61]
- M Countdown
  - 16 giugno 2022[62]
  - 23 giugno 2022[63]
  - 30 giugno 2022[64]
- Music Bank
  - 17 giugno 2022[65]
  - 24 giugno 2022[66]
- Show Champion
  - 15 giugno 2022[67]
- Show! Eum-ak jungsim
  - 25 giugno 2022[68]